# 池田心
池田 心（いけだ こころ）は、日本の情報学者、ゲーム情報学者、北陸先端科学技術大学院大学教授、博士（工学）。

## 経歴
1999年に東京大学理学部数学科を卒業。2003年には東京工業大学総合理工学研究科知能システム科学専攻の大学院課程を修了した。
同年、京都大学学術情報メディアセンターの助手に就任し、2007年には職名が助教に変更された。
2009年度から2015年度まで北陸先端科学技術大学院大学情報科学研究科の准教授を務め、2016年度から2020年度にかけては同大学先端科学技術研究科の准教授を務めた。2020年度以降は同研究科の教授を務めている。

## 人物
幼少期より父親の影響で囲碁、数学パズル、プログラミングなどに親しんだ。小学生の頃には既に一定程度のプログラミングを行っていた。
囲碁については2歳頃から始めていたが、父親の厳しい指導により次第に楽しめなくなり、小学校入学前から高校時代まで距離を置いていた。この経験から、「教え上手なコンピュータが指導してくれたら囲碁を続けていたかもしれない」との思いを抱くようになり、後の研究テーマの着想につながった。
大学では数学を専攻し、大学院では人工知能を研究。ゲームを研究対象とはしなかったが、これは当時の学術的風潮としてゲームが真剣な研究分野と見なされにくかったためであり、機が熟すのを待つ判断であった。
ゲーム分野に本格的に取り組み始めたのは北陸先端科学技術大学院大学に研究室を構えてからである。

## 著書

### 共著
- 社団法人 電気学会・進化技術応用調査専門委員会（編集）『進化技術ハンドブック 第1巻 基礎編』（2010年1月、近代科学社）ISBN 978-4764903852[3]
- 伊藤毅志『ゲームAI研究の新展開』（2023年7月、オーム社）ISBN 978-4274230776